# بخش سربند
بخش سربند یکی از سه بخش شهرستان شازند در استان مرکزی ایران است که در جنوب شهرستان شازند قرار دارد.که مردم آن به زبان ترکی و لری تکلم می‌کنند. مرکزیت این بخش شهر هندودر می‌باشد.شغل مردم سربند کشاورزی و دامداری است.سد کمال صالح و سدخاکی هندودر و سد حشیان در این منطقه واقع است.

## تقسیمات کشوری
- دهستانهای بخش سربند شهرستان شازند:
  - دهستان هندودر
  - دهستان مالمیر
- نقطه شهری: هندودر

## جمعیت
بنابر سرشماری مرکز آمار ایران، جمعیت بخش سربند شهرستان شازند در سال ۱۳۸۵ برابر با ۱۴۷۹۷ نفر بوده‌است.